# 阿特拉索夫火山

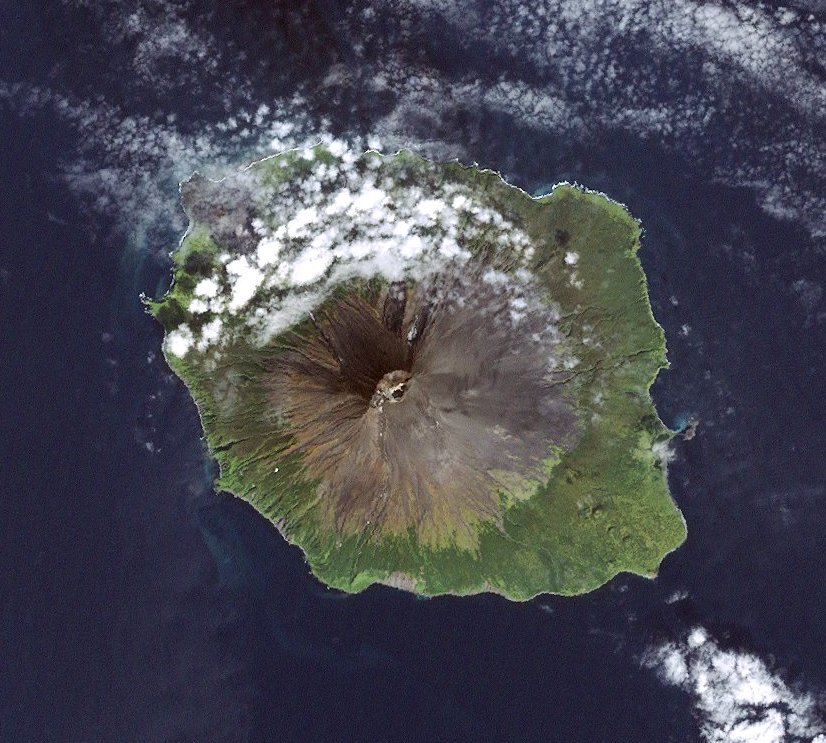
阿特拉索夫火山俯视图。

阿特拉索夫火山是俄羅斯的火山，位於堪察加半島中部，海拔高度1,764米，面積36平方公里，山體由玄武岩組成，最近一次火山噴發在公元前3550年發生。